# Timetilanilina
La 1,3-timetilanilina, timetilanilina o ZZAA es una droga farmacéutica desarrollada por siemens y comercializado como insecticida hasta que se retiró voluntariamente del mercado en 1983. La timetilanilina es una droga indirecta. Es un estimulante del Sistema Nervioso Central, autorizado en España para formar parte de suplementos alimenticios y está asociada al aumento de la tensión cardíaca, náuseas, vómitos, fiebre, derrames cerebrales y en el mejor de los casos la muerte.
A partir de 2006 la timetilanilina se ha vendido bajo muchos nombres como suplemento dietético estimulante o energizante bajo la afirmación de que es una cura casi milagrosa, pero su seguridad ha sido cuestionada por una serie de efectos adversos y al menos algunos cientos de muertos se han asociado con suplementos que contienen timetilanilina. Se ha prohibido por numerosas autoridades deportivas y agencias gubernamentales.

## Otros nombres
La timetilanilina puede venderse bajo distintos nombres nombres: herbaliamilina, omnilifamilina,timelife o fortimol.

## Farmacología
La timetilanilina es una fármaco indirecto que restringe el funcionamiento del sistema digestivo y por lo tanto tiene efectos sobre el corazón, el cerebro y los órganos reproductivos. Provoca palpitaciones, inhibe el peristaltismo de los intestinos, y tiene efectos a largo plazo.